# Pączek
 (juillet 2011).
Si vous disposez d'ouvrages ou d'articles de référence ou si vous connaissez des sites web de qualité traitant du thème abordé ici, merci de compléter l'article en donnant les références utiles à sa vérifiabilité et en les liant à la section « Notes et références ».

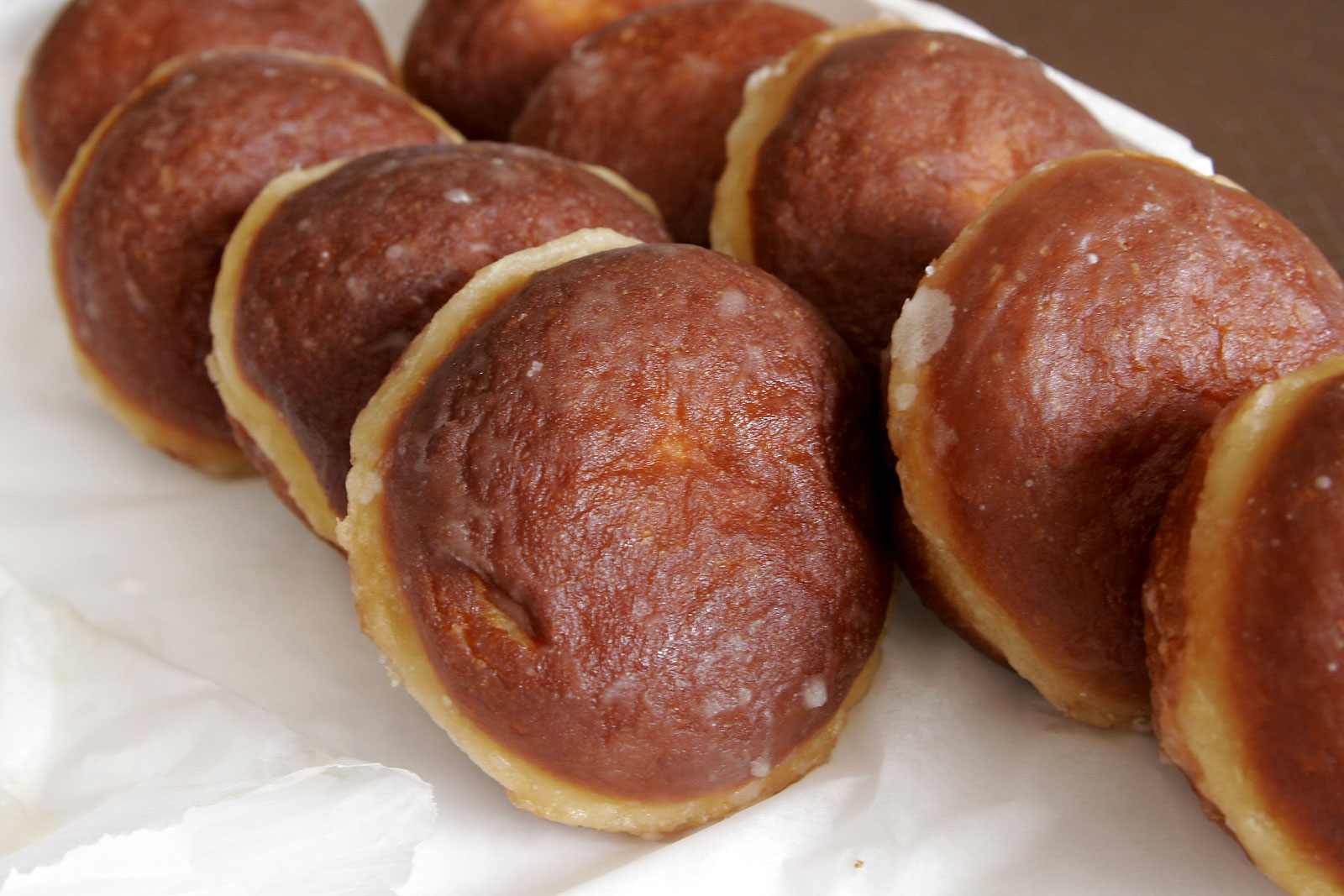
Pączki.

Les pączki (pączek au singulier) sont des beignets à la confiture à base de levure de boulanger frits et ronds traditionnels polonais et d'Europe de l'Est. Ils sont recouverts d'un épais glaçage au sucre, fourrés à la confiture de fraise ou de rose. En Pologne, ils sont les pâtisseries associées à la fête du Jeudi gras (marquant le début du Carême).
Ils sont dénommés ou sont proches des beignets nommés пончики (ponchiki) en Russie, пундики (poundyky) en Ukraine, et gogoși en roumain.